# 梁朝桂

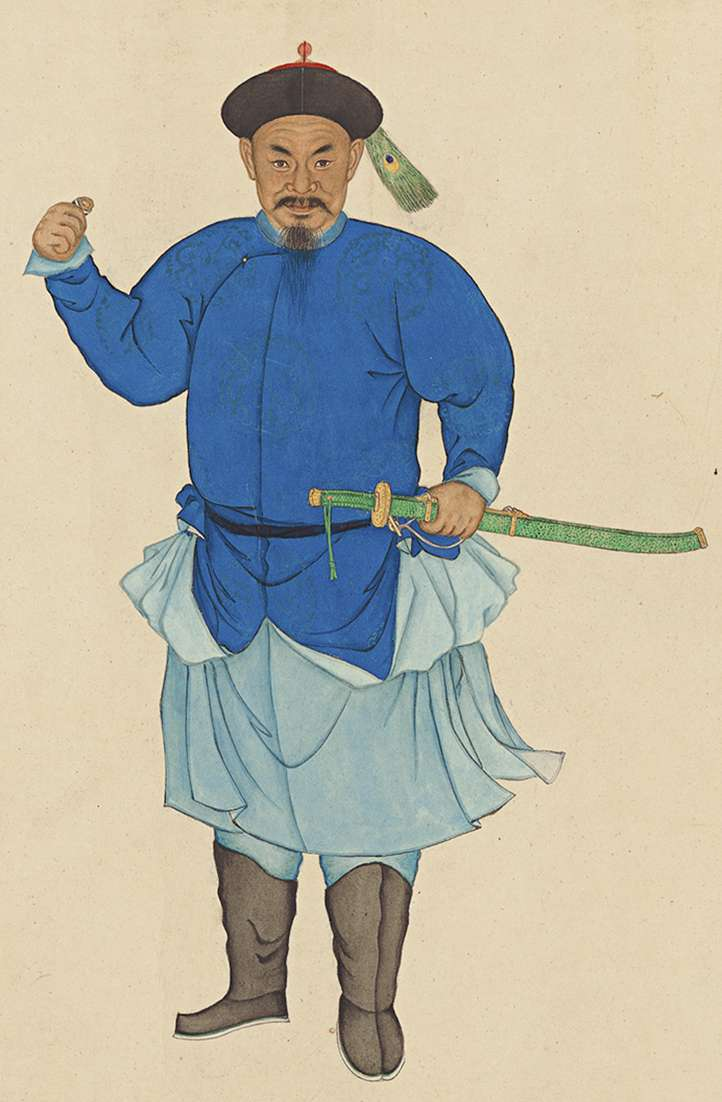
梁朝桂

梁朝桂（?—1794年） ，甘肅广武营人（今宁夏青铜峡市广武人）。

## 生平

### 大小金川之役
乾隆三十六年（1771年）莎罗奔之孙索诺木擊殺革布什扎土司，小金川土司僧格桑趁機攻打鄂克什和明正土司。第二次金川之役爆发。乾隆三十七年（1772年），梁朝桂以宁夏中衞營外委的职位從征金川，先后在攻克路顶宗、布朗郭宗、功噶尔拉、丫口、昔岭、阿喀木雅等战役中，作战勇敢，屡立战功，一再受奖，升游击将军。乾隆三十九年（1774年），梁朝桂率军攻克淜普，继而进攻喇穆喇穆山梁，夺取日丫口，为大军进剿开辟道路，再次受到升赏。乾隆四十年（1775年），梁朝桂在围剿勒吉尔博山寨的攻坚战中，他身先士卒，冒死先登，虽然身负重伤，仍然坚持带队作战。同年四月，梁朝桂参加攻打木思工噶克山的战斗，并首先率领少数勇士乘夜潜入山口，将山中各处城碉全部捣毁，使清军顺利占据康萨尔至丫口山的战略要地。十月，梁朝桂夺取西里山，錄功，賜孔雀翎。累遷陝西潼關協副將。金川平，因战功位列五十功臣，圖形紫光閣。

### 台湾林爽文事件
累遷甘肅肅州鎮總兵。此后，曾一度因过受到罢官的处分，但不久就被重新起用，先后历任江西南赣镇总兵官、陕西兴汉镇总兵官、福建福宁镇总兵官、广东高廉镇总兵官。乾隆五十一年（1786年），臺灣爆發林爽文事件，聚众发动反抗官府起事。台湾提督柴大纪征剿不利，官兵节节败退，朝野为之震动。乾隆帝撤换闽浙总督常青，台湾提督柴大纪受到处分，改派李侍尧接任闽浙总督，并任命福康安为将军，海兰察、普尔普、恒瑞等人为参赞大臣，统率各路大军，分别从广东、福建、浙江等省渡海赴台参加镇压“林庄事变”。乾隆五十二年（1787年）正月，梁朝桂亦奉命率领本镇兵马渡海，从台湾南部登岛参战。梁军上岸后就与庄大田部相遇，双方经过两次激战，大败庄军，首战告捷。从此，梁部军威大振，庄军闻风丧胆。此时将军福康安尚未接任，原总督常青命令梁朝桂一军独当南路，以阻止庄大田北犯府城。梁军很快就在南潭、中洲、十三里庄等地接连挫败庄部，于是被调到台湾府（今台湾台南），担任守卫府城的重要任务。梁朝桂随福康安平叛守臺灣府城、支援參贊恆瑞於鹽水港，柴大纪被敌军困于诸罗向恒瑞求救，恒瑞为了确保自身的安全，不许梁军行动，梁朝桂率部亲自驰援柴大纪，将其救出。柴大纪不敢冒犯满洲大员恒瑞，反而向朝廷告梁朝桂的御状，而朝廷不仅没有追究梁的责任，反而表彰他，赏赐给他双眼花翎、黄马褂，賜號奮勇巴圖魯。

### 全歼庄大田部
乾隆五十三年（1788年）春，梁朝桂擢福建陸路提督，当时庄大田部仍然屯居在麻豆庄、大武陇一带交通要道一线，继续威胁着府城的安全和南北驿塘的畅通。梁朝桂率部轻装潜行，悄悄自茅港尾绕到阿里港，攻其不备，一举先下阿里港城，然后快速赶赴打狗、竹仔各港口，堵截残敌逃往海上。此战不仅疏通官道，而且迫使庄部节节败逃，一直从牛庄退到台湾最南端的郎峤。梁军把庄大田残部锁围在郎峤。最后，庄大田本人和大小头目四十余名被活捉，民军群龙无首而解体，林爽文事件告平。梁朝桂受到表彰，第二次画像，陈列于紫光阁。乾隆帝亲口夸赞他说：“金川剿逆，埋根进首。盐水恒瑞，未免掣肘。及防麻豆，御贼坚守，受创力战，嘉哉鲜偶。”歷任廣西提督、湖廣提督。五十九年，卒于任上。

## 评价
乾隆帝：“金川剿逆，埋根进首。盐水恒瑞，未免掣肘。及防麻豆，御贼坚守，受创力战，嘉哉鲜偶。”